# Papstwahl 1119

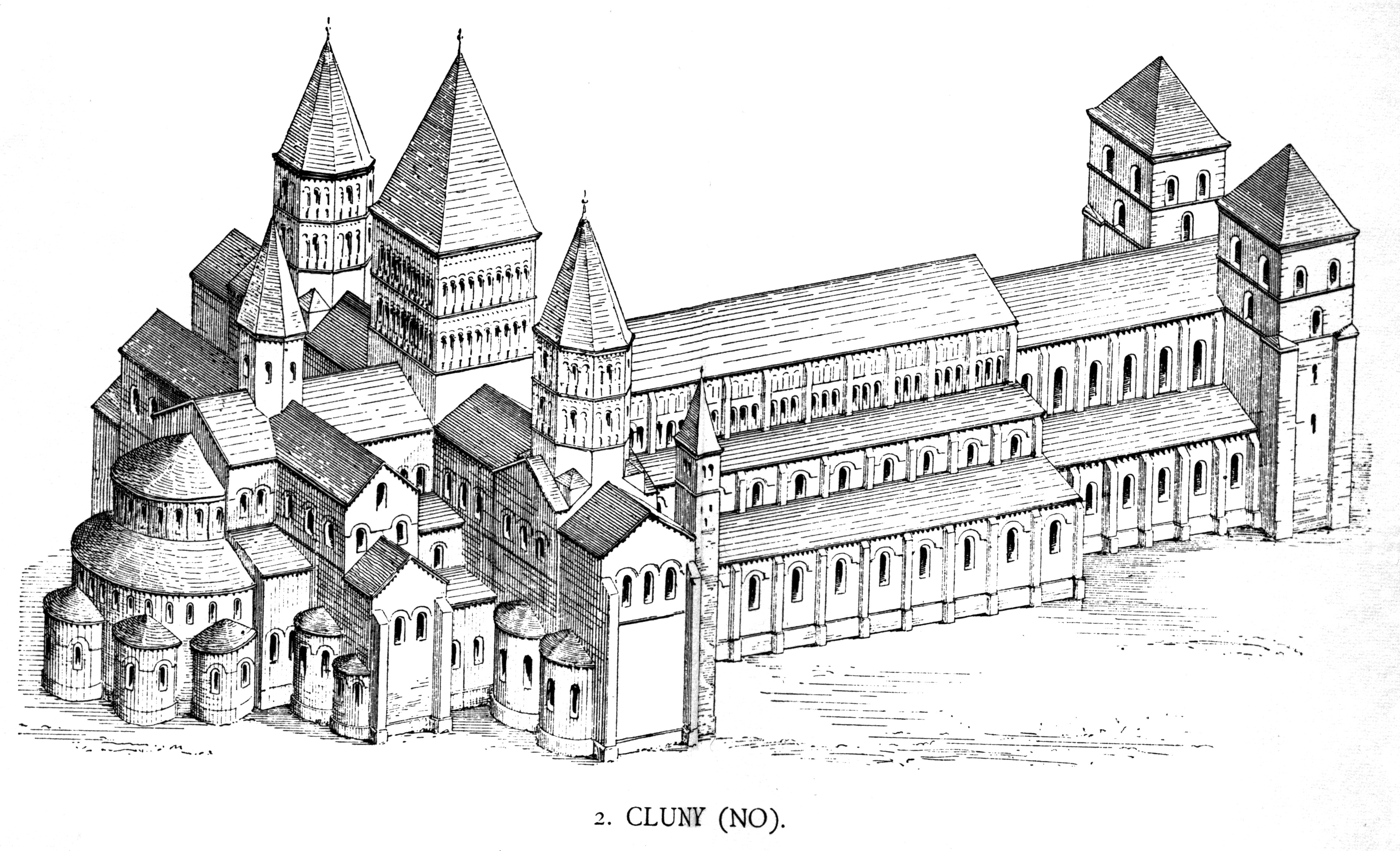
Abtei Cluny, Ort der Papstwahl

Die Papstwahl 1119 fand zwischen 19. Januar 1119 und 2. Februar 1119 statt und war damit die kürzeste Papstwahl des 12. Jahrhunderts, welche von der Römisch-katholischen Kirche anerkannt wird.
Papst Gelasius II. war in Cluny gestorben, nachdem er von Kaiser Heinrich V. aus Rom wegen des Investiturstreits vertrieben worden war. Vermutlich nahmen nur vier Kardinalbischöfe, vier Kardinalpriester und vier Kardinaldiakone an der Wahl, die in der Abtei Cluny in Frankreich stattfand, teil. Der Rest des Kardinalskollegium war in Rom geblieben. Guy de Bourgogne, der zuvor nicht Kardinal war, sondern Erzbischof von Vienne, wurde zu Papst Calixt II. gewählt und am 9. Februar 1119 in Vienne gekrönt. Am 3. Juni 1120 kam er in Rom an.

## Kardinäle
Vermutlich nahmen zehn Kardinäle an der Wahl teil.
| Kardinal                       | Nationalität      | Kardinaltitel                                   | Ernannt               | Papst                          | Andere Titel                          | Anmerkungen                                        |
| ------------------------------ | ----------------- | ----------------------------------------------- | --------------------- | ------------------------------ | ------------------------------------- | -------------------------------------------------- |
| Kuno von Urach                 | Regnum Teutonicum | Kardinalbischof von Palestrina                  | Etwa 1107             | Paschalis II.                  |                                       |                                                    |
| Lamberto Scannabecchi, CanReg  | Fagnano           | Kardinalbischof von Ostia und Velletri          | 1117                  | Paschalis II.                  |                                       | Zukünftiger Papst Honorius II. (Papst) (1124–1130) |
| Giovanni da Crema              | Crema             | Kardinalpriester von San Crisogono              | Etwa 1117             | Paschalis II.                  | Päpstlicher Legat                     |                                                    |
| Guido Galli, OSB               | Italien           | Kardinalpriester von Santa Balbina              | Etwa 1099             | Paschalis II.                  |                                       |                                                    |
| Boso of Sant’Anastasia         | Italien           | Kardinalpriester von Sant’Anastasia al Palatino | Etwa 1116             | Paschalis II.                  |                                       |                                                    |
| Corrado de Suburra             | Rom               | Kardinalpriester von Santa Pudenziana           | Etwa 1111–1114        | Paschalis II.                  |                                       | Zukünftiger Papst Anastasius IV. (1153–1154)       |
| Gregorio Papareschi, CanRegLat | Rom               | Kardinaldiakon von Santa Angelo in Pescheria    | Etwa 1088 (oder 1116) | Urban II. (oder Paschalis II.) |                                       | Zukünftiger Papst Innozenz II. (1130–1143)         |
| Pietro Pierleoni               | Rom               | Kardinaldiakon von Santa Cosma e Damiano        | Etwa 1106–1116        | Paschalis II.                  |                                       | Zukünftiger Gegenpapst Anaklet II. (1130–1138)     |
| Crisogono Malcondini           | Pisa              | Kardinaldiakon von San Nicola in Carcere        | 1117                  | Paschalis II.                  | Kanzler der Heiligen Römischen Kirche |                                                    |
| Roscemanno Sanseverino, OSBCas | Marsica           | Kardinaldiakon von San Giorgio in Velabro       | Etwa 1106             | Paschalis II.                  |                                       |                                                    |

## Ablauf
Ende Januar feiert die Kardinäle die Totenmesse von Papst Gelasius II. in Cluny. Die anwesenden waren sich nicht einig ob sie, wie im Papstwahldekret In Nomine Domini erlaubt, sofort zur Wahl schreiten sollten oder nach Rom zurückkehren sollten. Am Ende schritten sie zur Wahl wollten aber das Ergebnis dem gesamten Kollegium vorlegen. Die Kardinäle, welche Gelasius II. nach Cluny begleiten, sind aus dem Liber Pontificalis bekannt.
Obwohl die zeitgenössischen Berichte in vielen Punkten voneinander abweichen sind sie sich einig, dass Guy und Pontius von Melgueil die beiden Kandidaten waren. Der Bericht von Gaufrid, Prior von Vigois, berichtet, dass Gelasius II. Pontius bevorzugte. Dieser war der versöhnlichere Kandidat, welcher eine Lösung im Investiturstreit aushandeln konnte. Die Berichte von Bernard von Carrion und Geoffroy du Breuil erläutern die Wahl von Guy und betonen die Bedeutung seiner konfrontativen Haltung gegenüber Heinrich V., den er exkommunizierte, und seiner Familie, den Saliern.

## Nachwirkungen
Calixt II. begab sich nach Sutri, dem Ort seines Gegner Gegenpapst Gregor VIII., der von Heinrich V. anerkannt wurde und belagerte die Stadt acht Tage lang bis ihm Gregor VIII. übergeben wurde. Calixt II. sperrte den Gegenpapst ins Septasolium in Rom ein.